# كأس مالي
كأس مالي (بالفرنسية: Coupe du Mali de football)‏ واسمها الرسمي (كأس مالي لكرة القدم) ، هي بطولة وطنية لكرة القدم في مالي ، أسست سنة 1961م.

## مصدر
1. ↑  Mali - List of Cup Winners, RSSSF.com نسخة محفوظة 22 يوليو 2017 على موقع واي باك مشين.